# داني جرين
داني جرين (بالإنجليزية: Danny Green)‏ (و. 1903 – 1973 م) هو ممثل، من المملكة المتحدة، ولد في لندن، توفي عن عمر يناهز 70 عاماً.

## وصلات خارجية
- داني جرين على موقع IMDb (الإنجليزية)
- داني جرين على موقع أول موفي (الإنجليزية)
- داني جرين على موقع قاعدة بيانات الأفلام السويدية (السويدية)
- داني جرين على موقع قاعدة بيانات الفيلم (الإنجليزية)